# Vela nos Jogos Olímpicos de Verão de 2008 - 470 feminino
As regatas da classe 470 feminina foram realizadas no Centro Internacional de Vela de Qingdao entre 11 e 18 de agosto. 19 barcos competiram.

## Formato da competição
Em cada uma das dez primeiras regatas, os barcos recebem pontos de acordo com a sua colocação final (o vencedor recebe um ponto, o segundo recebe dois pontos etc). Ao final das dez regatas, o pior resultado de cada equipe foi descartado. Os dez barcos com menos pontos se classificaram para a "Medal Race" (Regata da Medalha). Essa regata vale o dobro dos pontos e seu resultado não pode ser descartado.

## Medalhistas
| Ouro   | AUS Elise Rechichi e Tessa Parkinson     |
| Prata  | NED Marcelien de Koning e Lobke Berkhout |
| Bronze | BRA Fernanda Oliveira e Isabel Swan      |

## Resultados
A "Regata M" é a "Regata da Medalha", da qual só participam os dez primeiros colocados das regatas anteriores. Os resultados riscados foram descartados pelas equipes.
| Pos. | Atletas                                                 | Regata | Regata | Regata | Regata | Regata | Regata | Regata | Regata | Regata | Regata | Regata | Pontos |
| Pos. | Atletas                                                 | 1      | 2      | 3      | 4      | 5      | 6      | 7      | 8      | 9      | 10     | M      | Pontos |
| ---- | ------------------------------------------------------- | ------ | ------ | ------ | ------ | ------ | ------ | ------ | ------ | ------ | ------ | ------ | ------ |
|      | AUS Austrália Elise Rechichi Tessa Parkinson            | 2      | 2      | 4      | 1      | 9      | 4      | 2      | 5      | 3      | 2      | 18     | 43     |
|      | NED Países Baixos Marcelien de Koning Lobke Berkhout    | 3      | 1      | 9      | 5      | 2      | 2      | 10     | 7      | 4      | 16     | 10     | 53     |
|      | BRA Brasil Fernanda Oliveira Isabel Swan                | 11     | 16     | 5      | 10     | 7      | 6      | 6      | 2      | 7      | 4      | 2      | 60     |
| 4    | ISR Israel Nike Kornecki Vered Bouskilla                | 8      | 13     | 1      | 2      | 8      | 19     | 3      | 1      | 11     | 15     | 4      | 66     |
| 5    | ITA Itália Giulia Conti Giovanna Micol                  | 14     | 7      | 6      | 3      | 6      | 11     | 4      | 19     | 12     | 6      | 6      | 75     |
| 6    | GBR Grã-Bretanha Christina Bassadone Saskia Clark       | 20 DSQ | 8      | 3      | 4      | 15     | 13     | 8      | 3      | 15     | 5      | 8      | 82     |
| 7    | CZE República Checa Lenka Šmídová Lenka Mrzílková       | 6      | 4      | 12     | 11     | 11     | 5      | 11     | 11     | 9      | 1      | 14     | 83     |
| 8    | AUT Áustria Sylvia Vogl Carolina Flatscher              | 9      | 20 DSQ | 13     | 7      | 1      | 7      | 1      | 13     | 6      | 11     | 16     | 84     |
| 9    | GER Alemanha Stefanie Rothweiler Vivien Kussatz         | 7      | 6      | 11     | 9      | 5      | 12     | 20 OCS | 8      | 8      | 12     | 12     | 90     |
| 10   | ESP Espanha Natalia Vía Dufresne Laia Tutzó             | 4      | 5      | 2      | 6      | 13     | 10     | 13     | 17     | 2      | 17     | 20     | 92     |
| 11   | FRA França Ingrid Petitjean Gwendolyn Lemaitre          | 1      | 11     | 16     | 8      | 17     | 9      | 9      | 9      | 13     | 9      |        | 85     |
| 12   | USA Estados Unidos Amanda Clark Sara Mergenthaler       | 12     | 12     | 10     | 14     | 4      | 17     | 7      | 6      | 17     | 7      |        | 89     |
| 13   | SLO Eslovênia Vesna Dekleva Klara Maučec                | 20 DSQ | 3      | 8      | 16     | 12     | 3      | 15     | 18     | 14     | 3      |        | 92     |
| 14   | JPN Japão Ai Kondo Naoko Kamata                         | 13     | 15     | 14     | 15     | 14     | 1      | 12     | 10     | 1      | 13     |        | 93     |
| 15   | SWE Suécia Therese Torgersson Vendela Zachrisson-Santén | 10     | 14     | 18     | 20 DSQ | 19     | 8      | 5      | 14     | 5      | 8      |        | 101    |
| 16   | ARG Argentina María Fernanda Sesto Consuelo Monsegur    | 16     | 18     | 17     | 12     | 10     | 16     | 14     | 4      | 10     | 14     |        | 113    |
| 17   | SUI Suíça Emmanuelle Rol Anne-Sophie Thilo              | 15     | 9      | 7      | 13     | 3      | 15     | 20 OCS | 15     | 18     | 19     |        | 114    |
| 18   | CHN China Wen Yimei Yu Chunyan                          | 5      | 10     | 19     | 17     | 16     | 14     | 20 OCS | 12     | 16     | 10     |        | 119    |
| 19   | SIN Singapura Toh Liying Deborah Ong                    | 17     | 17     | 15     | 18     | 18     | 18     | 20 OCS | 16     | 19     | 18     |        | 156    |

- OCS: Largada queimada
- DSQ: Desclassificado